# II. třída okresu Jihlava
II. třída okresu Jihlava (Okresní přebor II. třídy) patří společně s ostatními druhými třídami mezi osmé nejvyšší fotbalové soutěže v Česku. Je řízena Okresním fotbalovým svazem Jihlava. Hraje se každý rok od léta do jara se zimní přestávkou. Účastní se jí 14 týmů z okresu Jihlava, každý s každým hraje jednou na domácím hřišti a jednou na hřišti soupeře. Celkem se tedy hraje 26 kol. Vítězem se stává tým s nejvyšším počtem bodů v tabulce a postupuje do I. B třídy kraje Vysočina – skupiny B. Celkový počet sestupujících je ovlivněn počtem sestupujících z I. B třídy kraje Vysočina – skupiny B. Do II. třídy vždy postupuje vítězný a druhý tým ze III. třídy.

## Vítězové
| Ročník    | Vítězný tým                      |
| --------- | -------------------------------- |
| 1991/1992 | SK Jihlava „B“                   |
| 1992/1993 | TJ Sokol Bedřichov „B“           |
| 1993/1994 | ...                              |
| 1994/1995 | TJ Slavoj Třešť                  |
| 1995/1996 | SK Telč                          |
| 1996–2002 | ...                              |
| 2002/2003 | SK Buwol Metal Luka nad Jihlavou |
| 2003/2004 | Sokol Stonařov                   |
| 2004/2005 | TJ Slavoj TKZ Polná „B“          |
| 2005/2006 | TJ Sokol Brtnice                 |
| 2006/2007 | FC Bítovčice                     |
| 2007/2008 | TJ Sokol Puklice                 |
| 2008/2009 | SK Telč                          |
| 2009/2010 | FC Bítovčice                     |
| 2010/2011 | SK Telč                          |
| 2011/2012 | TJ Slavoj TKZ Polná „B“          |
| 2012/2013 | TJ Sokol Kněžice                 |
| 2013/2014 | SK Kostelec u Jihlavy            |
| 2014/2015 | TJ Podyjí Černíč                 |
| 2015/2016 | TJ Družstevník Velký Beranov     |
| 2016/2017 | TJ Sklo Bohemia Antonínův Důl    |
| 2017/2018 | TJ Sokol Stonařov                |
| 2018/2019 | 1. FC Batelov                    |
| 2019/2020 |                                  |